# Anton Bum
Anton Bum  (* 2. Juli 1856 in Brünn; † 18. August 1925 in Wien) war ein österreichischer Mediziner, Chirurg und Publizist.

## Leben
Bum studierte Medizin an der Universität Wien, wurde dort 1879 zum Dr. med. promoviert und war bis 1883 Assistent bei Albert von Mosetig-Moorhof am Krankenhaus Wieden. Danach absolvierte er eine Ausbildung in Heilgymnastik (sogenannte Mechanotherapien) in Schweden und Holland und gründete in Wien ein Institut für Heilgymnastik (Mechanotherapie und Orthopädie). Ab 1881 war er im Mariahilfer Ambulatorium. Er veröffentlichte Bücher über Massage und Heilgymnastik. 1904 habilitierte er sich in Chirurgie.
Er trug zur Real-Encyclopädie der gesammten Heilkunde'c von Albert Eulenburg bei (Artikel Mechanotherapie'c).
Bum war ab 1887 Chefredakteur der Wiener medizinischen Presse und der Wiener Klinik.

## Schriften
- Die Massage in der Neuropathologie. Wien 1888 (Vorträge aus der gesammten praktischen Heilkunde. 14,1, und Wiener Klinik 1886)
- Über mobilisirende Behandlung von Knochenbrüchen. Wiener Klinik 1895.
- Handbuch der Massage und Heilgymnastik für praktische Ärzte. Urban & Schwarzenberg, Wien/Leipzig 1896.
- Physiologie und Technik der Massage (= Physikalische Therapie in Einzeldarstellungen. Heft 4). Ferdinand Enke, Stuttgart 1906.
- Technik der ärztlichen Massage für praktische Ärzte. Urban & Schwarzenberg, Berlin/Wien 1913.
- Vorlesungen über ärztliche Unfallkunde. Urban & Schwarzenberg, Wien 1909.
- als Hrsg.: Therapeutisches Lexicon für praktische Ärzte. Urban & Schwarzenberg, Wien 1891; 2. Auflage ebenda 1893, 3. Auflage 1899.
- als Hrsg. mit M. T. Schnirer: Diagnostisches Lexikon. Wien/Leipzig 1895.